# 노스롭 알파

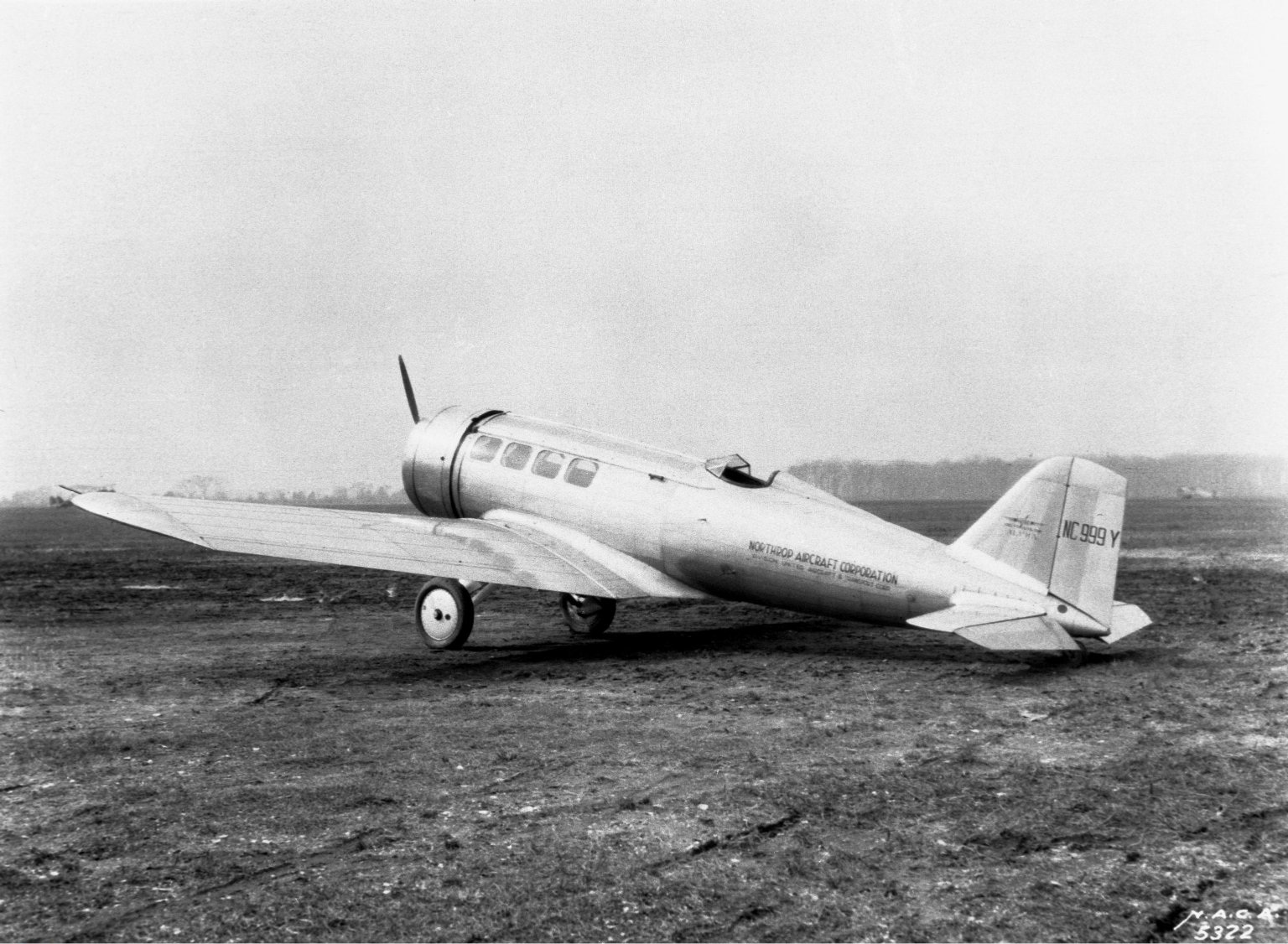

노스롭 알파(Northrop Alpha)는 1930년대에 사용된 미국의 단일 엔진, 순금속, 7인승, 저익 단엽 고속 우편/승객 수송 항공기였다. 설계 작업은 아비온 코퍼레이션(Avion Corporation)에서 수행되었으며, 이 회사는 1929년에 캘리포니아주 버뱅크에 본사를 둔 노스롭 코퍼레이션이 되었다.

## 변형
Alpha 26인승 버전
Alpha 32인승 및 화물 버전, 여러 Alpha 2가 이 구성으로 변환되었다.
알파 4날개 길이가 0.6m(2피트) 증가하고 항력 감소를 위해 메인 기어를 캡슐화하는 대형 금속 페어링을 갖춘 화물 버전이다. 모두 Alpha 3에서 변환되었다.
Alpha 4A화물 버전, 모두 Alpha 4에서 변환됨
YC-19 & Y1C-19군용 VIP 수송, 좌석이 4명으로 축소